# فرودگاه کسکول
فرودگاه کاسکاول (به انگلیسی: Cascavel Airport) (به زبان بومی: Aeroporto Adalberto Mendes da Silva) یک فرودگاه همگانی ۷۶۱۴۹ با کد یاتا CAC است، که یک باند فرود دارد و طول باند آن ۱۷۸۰ متر و از جنس آسفالت است. این فرودگاه در شهرِ کاسکاول کشور برزیل قرار دارد و در ارتفاع ۷۵۴ متری از سطح دریا واقع شده‌است.

## تاریخچه
این فرودگاه در 12 نوامبر 1977 به بهره برداری رسید. پروژه های در حال اجرای در فرودگاه مثل نصب نشانگر مسیر دقیق و همچنین ساخت یک ایستگاه آتش نشانی باعث بهبود این فرودگاه شده که رده ایمنی را به CAT 5 ارتقا می دهد.همچنین یک ترمینال مسافربری جدید با مساحت 5.980 مترمربع در حال ساخت است. 

## شرکت‌های هواپیمایی و مقصدهای پروازی
| شرکت‌های هواپیمایی     | مقصدهای پروازی                 |
| --------------------- | ------------------------------ |
| آزول برزیلین ایرلاینز | ویراکوپوس-کامپیناس، آفونسو پنا |
| پاساردو لینهاس آئرئاس | سائو پائولو گوارولوس           |